# 梅日里奇卡 (維舍維奇市鎮)
50°35′34″N 29°21′53″E / 50.59278°N 29.36472°E
梅日里奇卡（羅馬化：Mezhyrichkq）是烏克蘭北部日托米爾州日托米爾區的村落，面積2.56平方公里，海拔高度144米，2001年人口824，人口密度每平方公里321.5人。